# Determinisme psíquic
El determinisme psíquic és un tipus de determinisme que teoritza que tots els processos mentals no són espontanis sinó que estan determinats per l'inconscient o complexos mentals preexistents. Es basa en el principi de causalitat aplicat als fets psíquics en els quals res no passa per casualitat o per maneres arbitràries accidentals. És un dels conceptes centrals de la psicoanàlisi. Així, s'assumeix que els lapsus de llengua, l'oblit del nom d'una persona i qualsevol altra associació o error verbal tenen un significat psicològic. El determinisme psíquic està relacionat amb el concepte general de determinisme, específicament en termes d'accions humanes. Els terapeutes que s'adhereixen a la creença en el determinisme psíquic assumeixen que l'acció i les decisions humanes estan predeterminades i no estan necessàriament sota el seu control.

## Origen

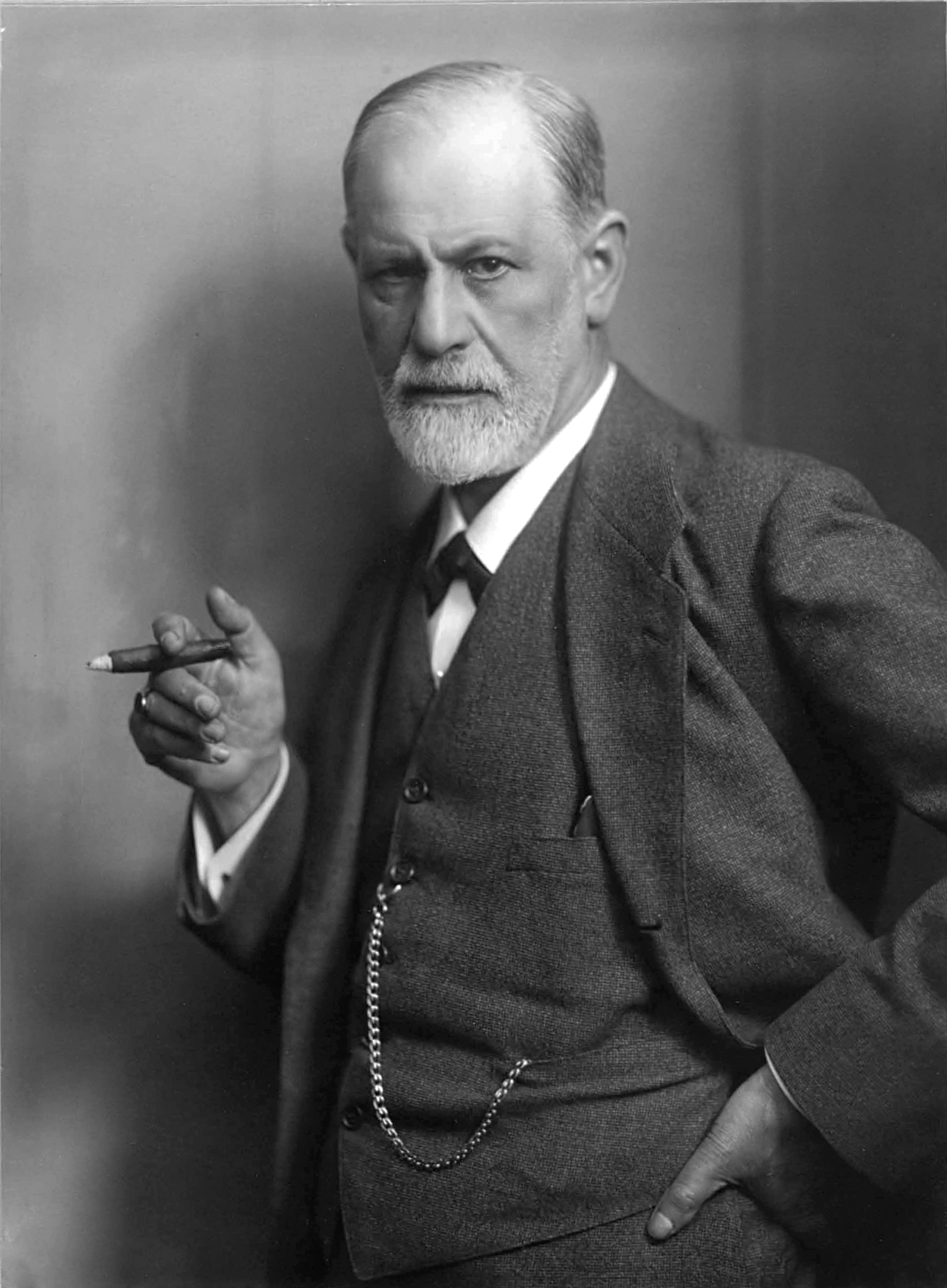
Sigmund Freud, de Max Halberstadt, 1921

El 1901 Sigmund Freud va publicar Zur Psychopathologie des Alltagslebens (en català, Psicopatologia de la vida quotidiana) on detallava la importància dels detalls generalment trivials o passats per alt en les sessions de teràpia. Va ser en aquest treball que Freud va començar a utilitzar el terme Fehlleistungen (acte fallit) per referir-se als lapsus de la llengua aparentment no desitjats. Freud va interpretar aquests lapsus de llengua com el resultat de desitjos o impulsos inconscients. Durant les sessions de teràpia psicoanalítica, Freud disseccionava i preguntava als participants si tenien un lapsus mental o un lapsus de llengua, ja que creia que això li permetria comprendre els motius inconscients del seu pacient.
Tot i que l'acte fallit es considera l'exemple més popularitzat de determinisme psíquic de l'obra de Freud, aquest concepte de determinisme no és l'únic. El terme determinisme psíquic engloba altres formes de lapsus mentals com el fet d'oblidar el nom d'algú.

## Entorn clínic
El determinisme psíquic va ser una característica extremadament important de l'associació lliure durant la teràpia psicoanalítica, i encara té importància per a molts psicoanalistes d'avui. L'associació lliure va ser desenvolupada per Sigmund Freud com una alternativa a la hipnosi per tractar pacients neuròtics. Durant l'associació lliure s'anima els pacients a manifestar el que els passa pel cap durant la sessió de teràpia sense reprimir-se. Durant l'associació lliure, el pacient de vegades pot tenir al cap una imatge o dir alguna cosa que sembla estranya o no intencionada. En comptes de passar per alt això, el terapeuta començaria a endinsar-se en el lapsus i determinar-ne la causa subjacent, que Freud afirmava com a impuls generalment inconscient. Durant la psicoanàlisi i l'associació lliure, el pacient generalment s'estira en un sofà amb l'analista assegut a prop, però una mica fora de la vista. El pacient comença la sessió i explica els seus pensaments a mesura que li venen al cap, per molt il·lògics, estranys o bàsics que semblin.

### Exemple

#### Pacient
«Estic pensant en els núvols esponjosos que em sembla veure amb els meus ulls. Són de color blanc i nacrat. El cel està ple de núvols, però encara es poden veure algunes taques blaves aquí i allà […] Els núvols segueixen canviant de forma. Són fluids perquè són partícules d'aigua condensada. Estic pensant que potser tinc una obsessió per aquesta aigua. El metge m'ha dit que estic deshidratat. No hi ha prou aigua al meu cos. Em va suggerir que hauria de beure 2 o 3 litres d'aigua cada dia. Aigua mineral o te! Vaig pensar que hi havia una connexió entre la meva necessitat d'afegir sal al meu menjar i la set. El meu cos ha trobat un pretext per menjar salat per fer-me beure més aigua. Tinc molts pensaments sobre les manifestacions del meu cos, que semblen lògiques i tenen com a objectiu l'equilibri interior. De fet, tothom té un metge interior en un mateix. Quina necessitat hi ha d'un metge extern llavors? Si us permeteu mentir a la voluntat de les teves inclinacions lliures, sense cap mena de supòsits, tindreu la intuïció de fer coses que us poden sorprendre, però útils per al vostre cos i assegurar-vos la salut i l'ànim. He llegit en algun lloc que un pot ser el mateix metge. Cadascú pot ser el seu metge».

#### Anàlisi del terapeuta
«Vam frenar aquí el flux de les associacions de pacients. Podem notar que aquests estan indirectament relacionats amb la relació amb el seu terapeuta. Les seves associacions relacionades amb la medicina espontània del seu cos els porten a la idea que de fet no és necessari cap metge. El pacient pensa que el psicoanalista no té, de fet, cap contribució al seu benestar, que podria prescindir-ne.
Hem d'admetre que la sèrie d'associacions lliures produïdes pel pacient es relacionen d'alguna manera amb les seves circumstàncies actuals, inclosa una realitat recent: la seva teràpia psicoanalítica. La novetat de la teràpia, la relació amb el psicoanalista indueix automàticament pensaments, comentaris, records més o menys recents. El fet que, durant la seva teràpia, el pacient al·ludeixi a un metge, que de fet no havia fet res per ajudar-la, no és una mera casualitat. Aquest record es pot relacionar amb la circumstància actual i es pot traduir en l'escepticisme del pacient sobre la utilitat d'aquesta teràpia analítica.
No obstant això, aquest escepticisme té una història encara més antiga, posant en primer lloc la relació del pacient amb la seva mare, quan encara era un nen, i depenent del suport dels seus pares.»